# Bryophryne
Genre
Bryophryne est un genre d'amphibiens de la famille des Craugastoridae.

## Répartition
Les 10 espèces de ce genre sont endémiques du Pérou.

## Liste des espèces
Selon Amphibian Species of the World (19 novembre 2016) :
- Bryophryne abramalagae Lehr & Catenazzi, 2010
- Bryophryne bakersfield Chaparro, Padial, Gutiérrez & De la Riva, 2015
- Bryophryne bustamantei (Chaparro, De la Riva, Padial, Ochoa & Lehr, 2007)
- Bryophryne cophites (Lynch, 1975)
- Bryophryne flammiventris Lehr & Catenazzi, 2010
- Bryophryne gymnotis Lehr & Catenazzi, 2009
- Bryophryne hanssaueri Lehr & Catenazzi, 2009
- Bryophryne nubilosus Lehr & Catenazzi, 2008
- Bryophryne zonalis Lehr & Catenazzi, 2009

En 2017, une nouvelle espèce a été décrite (ZooKeys) :
- Bryophryne phuyuhampatu Catenazzi, Ttito, Diaz & Shepack

## Étymologie
Le nom de ce genre vient du grec bryon, la mousse, et de phrynos, le crapaud, en référence à l'habitat des espèces de ce genre.

## Publication originale
- Hedges, Duellman & Heinicke, 2008 : New World direct-developing frogs (Anura: Terrarana): molecular phylogeny, classification, biogeography, and conservation. Zootaxa, no 1737, p. 1-182 (texte intégral).